# Študáci a kantoři
Študáci a kantoři (1937) je sbírka humorných fejetonů Jaroslava Žáka, který se v nich věnuje prvorepublikovému školství. Téma pedagogů a jejich žáků je však nadčasové a je zajímavé i dnes. Podle této knihy byla natočena již v roce 1938 filmová komedie Škola základ života. Dílo je psáno jazykem z počátku 20. století, objevují se v něm tedy četné (z dnešního pohledu) archaismy nebo studentský žargon, který se dnes již nepoužívá.
Kniha nemá jednotný příběh či souvislý děj, sestává z různých scének, příhod, úvah apod., které vtipně vykreslují boj studentstva s kantorským sborem, jejich slabůstky, zvyky a absurditu některých situací. Celá kniha je koncipována jako tzv. odborná přírodopisná studie (tak zní i podtitul knihy), kapitoly tvoří uzavřené tematické celky. Vypravěč pracuje s modelovou třídou, s modelovými studenty i s modelovým učitelským sborem. Jde o mozaiku jednotlivých příběhů sesbíraných z prostředí střední školy, které jsou tematicky seřazeny.